# Booking.com
Booking.com este una dintre cele mai mari agenții de turism din lume. Are sediul central în Amsterdam și este o subsidiară a grupului Booking Holdings. Platforma oferă servicii de cazare pentru aproximativ 3,4 milioane de proprietăți de cazare, incluzând 475.000 de hoteluri, moteluri și stațiuni, precum și 2,9 milioane de locuințe și apartamente în peste 220 de țări și teritorii, fiind disponibilă în peste 40 de limbi. De asemenea, Booking.com vinde bilete de avion în 55 de piețe și oferă tururi și activități în peste 1.300 de orașe.